# Traktionsmotor
Traktionsmotor är en motor för framdrivning av elektrifierade dragfordon - ellok - vanligen på en elektrifierad järnväg. Se traktion.
Teoretiskt finns ytterligare några typer av traktionsmotorer som ej är elektriska:
- Ångmaskin. Se ånglok.
- Diesellok med hydraulisk drift. Dieseln driver en hydraulpump som driver en hydraulmotor.

## Funktioner
- Omvandla elektrisk energi till mekanisk energi - normalt en rotation, även om tåg med magnetiska linjärmotorer finns.
- Växla ned varvtalet till lämpligt förhållande mellan hastighet och dragkraft hos tåget.
- Att överföra kraften till tågets drivaxlar utan att axlarnas ofjädrade vikt blir för stor. Numera har varje drivaxel en egen traktionsmotor, hopbyggd med axeln. Det ger en avsevärd ökning av den dynamiska vikten. Tidigare användes en blindaxel som drev koppelstänger (vevaxlar) mot drivaxlarna.
- Vara reglerbar från stillastående till högsta hastighet.
- Gärna fungera som generator vid bromsning och återföra energi till kraftnätet. Viktigt vid pendeltåg med många stopp.
- Gärna vara slirningsfri så att kraften minskas när man accelererar eller bromsar för mycket (jfr bilars ABS). Viktigt för tunga godståg.

Animerad kommutator

## Typer (avseende elektrifierad järnväg)
Traktionsmotorerna har varit av olika typer allteftersom tekniken utvecklats:
- Seriemotor för likströmsmatning. I en seriemotor kopplas statorn, rotorn och ett reglermotstånd i serie. "Pådraget" minskar motståndet när man vill öka farten. Rotationsriktningen kan bytas enkelt. Seriemotorn karakteriseras av högt startmoment och varvtalet regleras enkelt, vilket är bra vid järnvägstrafik. Vid bromsning fungerar seriemotorn som en generator som kan bromsas med inkoppling av motstånd. När pådraget dras bakåt kopplas olika motstånd in alltefter som hastigheten minskas. Som kuriosa kan nämnas att de gamla spårvagnarna använde bromsmotstånd på taket på sommaren och under sätena på vintern. Vid extrem kyla körde föraren ryckigt för att få det lite varmare. Seriemotorer används vanligen som traktionsmotor även i diesellok. Dieseln driver en likströmsgenerator. Farten regleras med dieseln. Vidare i batteridrivna lok.

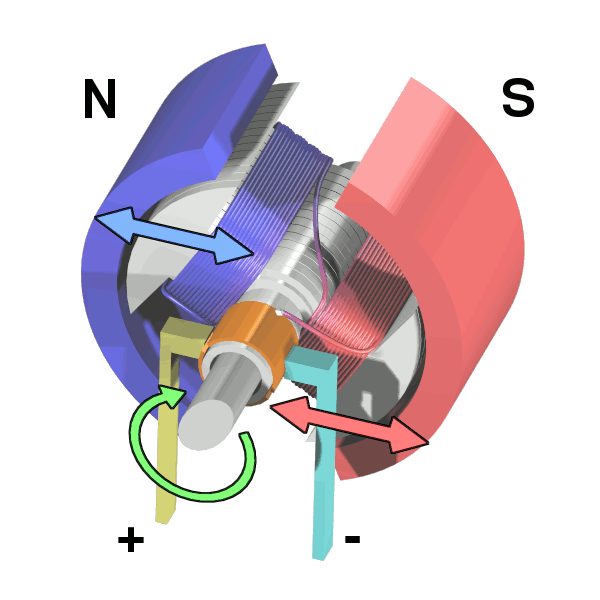

- Kommutatormotor för enfas växelströmsmatning. Är i grunden en likströms-seriemotor men den är modifierad för eliminera de problem som växelströmmen orsakar. Kommutatormotorn har till exempel flera poler (kommuteringspoler) och kompensationslindningar. Vidare använder man lågt periodtal (16 2/3 Hz). För att minska förlusterna i de långa kontaktledningarna har man en relativt hög spänning - 16.000 volt i Sverige. Genom att ha en transformator ombord kunde man ta ned spänningen till hanterliga 900 V. Hastighetsregleringen sker genom att spänningen ändras. Det görs genom att man har flera uttag på transformatorn. Dessa kopplas om med kontaktorer, som i sin tur manövreras från "kontrollern" - en vals som manövreras med pådragsveven. Äldre personer minns kanske hur det blixtrade i loket när föraren drog på. Föraren kontrollerar amperemätaren innan han ökar pådraget. Ett problem är att motorn måste ha stor diameter för att få plats med alla poler. Därför placerades motorn uppe i lokkorgen. För att få ned varvtalet används en kuggväxel som driver en blindaxel, som i sin tur med koppelstänger (vevstakar) driver drivhjulen.

Principen för en synkronmotor

- Seriemotor för växelströmsmatning. En tyristor är en slags strömbrytare utan rörliga delar som kan "släcka" strömmen under ett kort ögonblick (på en signal). Genom att koppla ihop flera tyristorer och styra dem i viss ordning kan man omvandla en växelström till en någorlunda jämn likström. Därmed kan seriemotorer användas trots att man har växelström. Eftersom seriemotorn kan göras mindre kan man ha en motor för varje drivaxel. Man monterar ihop motor, växel och drivaxel till ett paket där den tunga motorn placeras så långt från hjulaxeln som möjligt. Den tunga delen vilar direkt på boggiramen (momentstag). Axelns vertikalrörelse får därmed mindre belastning. Se dynamisk vikt.
- Asynkronmotor (induktionsmotor) för tre-fas växelström. En asynkronmotor utgörs av en stator med lindningar för varje fas. Den skapar ett magnetfält som roterar med periodtalet. Rotorn har kortslutna lindningar och strävar att rotera med magnetfältet. Motståndet från drivhjulen gör att den roterar med viss släp - asynkront. Motorn har hög verkningsgrad (ca 92 %), högt vridmoment och är enkel. I slutet av 1900-talet hade kraftelektroniken utvecklats avsevärt. Med en dator kan man nu styra tyristorer och andra halvledare på ett sådant sätt att man från likström (som skapas av tyristorer) kan skapa trefas växelström av varierbar period. Detta åstadkommes genom att hacka sönder likströmmen i små bitar som sätts in i tre faser på ett sådant sätt att varje fas får en hyfsad sinuskurva med varierbar periodicitet. Anordningen kallas växelriktare. Växelriktaren öppnar för den enkla asynkronmotorn. Hastigheten kan enkelt regleras genom att datorn höjer periodtalet på den skapade växelströmmen. Andra möjligheter som ges är att:
  - Man kan återmata energi vid tågbromsning.
  - Man kan dra ned vridmomentet om en axel slirar vid pådrag eller bromsning (ex. malmtågen IORE).
  - Man med viss komplettering kan tillåta flera strömsystem på samma tåg. I Europa finns lok som klarar två likspänningssystem och två växelströmssystem (16 2/3 Hz / 16kV och 50 Hz / 25 kV). Detta är en förutsättning för att öka den gränsöverskridande trafiken.
  - Man kan ändra antalet poler och således "växla" upp eller ned rotationen.

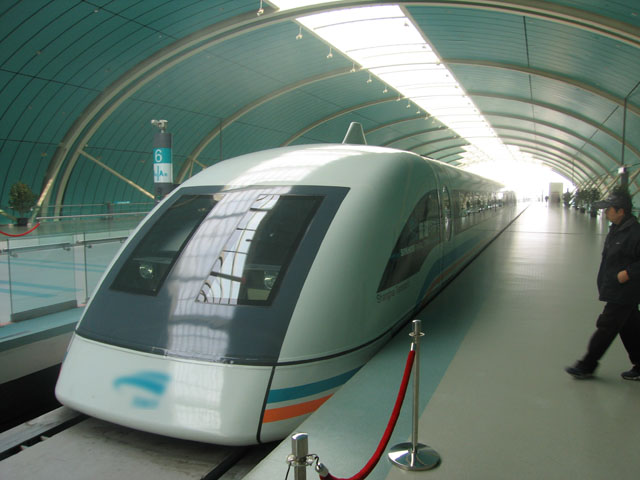
Transrapidtåget i Shanghai

- Permanentmagnetiserade synkronmotorer. I det nya Gröna tåget använder man permanentmagnetiserade rotorer. Se Gröna tåget Technologies, prof. Stefan Östlund KTH [1]. Utvecklingen tog fart 1983 då det nya materialet Neodym-Järn-Bor (Neodym, Nd är en lantanoid) kunde sintras till permanentmagneter med bättre egenskaper än tidigare material. Se Permanent Magnet Motor Drives, Eckhart Nipp, KTH 1999 [2].
  - Motorn är av synkrontyp. Rotorn har permanenta magneter med ett antal poler. Statorn har ett roterande 3-fas magnetfält som rotorn roterar synkront med. Vanligtvis har rotorn en vinkelgivare som styr genereringen av rotationshastigheten i statorns magnetfält.
  - Motorn kan ges många poler vilket i vissa fall gör att reduktionsväxel ej behövs.
  - Högre momenttäthet - antingen högre vridmoment vid en given vikt eller lägre vikt vid givet vridmoment.
  - 2-3 % högre verkningsgrad (ca 94 %), enklare kylning.
- Linjärmotorer för magnettåg. Används för framdrivning av tåg som svävar på magnetfält i stället för räls. Utgöres av magneter både på banan och på tåget där fältriktningen kommuteras. Fungerar i princip som en likströmsmotor. Karakteristiskt är att man blir oberoende av adhesionskraften mellan hjul och räls så att traktionskraften i teorin kan vara hur stor som helst. Man klarar till exempel 10 % stigningar och mycket högre accelerationer / bromsningar. Se Magnettåg, Chalmers 2004 [3]

## Historik
- Kommutatormotor för likströmsmatning. I Sverige användes seriemotorn endast på mindre banor med likström. Man gick direkt på enfas växelströmsmotorer. Seriemotorer används fortfarande på likströmsbanor (i Sverige endast på Saltsjöbanan) liksom för spårvägar och tunnelbanor.
- Med diod- och tyristorloken fick den likströmsmatade kommutatormotorn en pånyttfödelse. Tack vare halvledartekniken kunde likströmsmatade motorer nu användas i fordon för växelströmsdrift, vilket medförde flera fördelar. Även här var Sverige tidigt. ASEA kom 1962 med den första provserien av Rb-lok. Sedan kom Rc-loken som med Rc1 - Rc6 blev största serien någonsin och även exporterades. På tyristorfordon är motorn vanligtvis separatmagnetiserad med hjälp av särskilda fältströmriktare.
- Kommutatormotor för enfas växelströmsmatning. Sverige var mycket tidigt ute. Redan 1905 - 1907 gjordes prov mellan Stockholm - Järva och Stockholm - Värtan. Resultatet var gynnsamt och man beslutade att införa tekniken för de 13 milen mellan Kiruna och Riksgränsen. Detta arbete blev färdigt 1915. Man träffade då på många problem, men hittade lösningar. Fördelarna var uppenbara och utbyggnaden fortsatte. 1926 togs linjen Stockholm - Göteborg i drift. D-loket blev en succé.
- Asynkronmotorer (induktionsmotorer) för trefas växelström. Numera använder alla nya spårfordon denna teknik. X2000, X40, X50 och X60 är exempel.
- Permanentmagnetiserade synkronmotorer testades på Gröna tåget 2008. Erfarenheterna tydde på att denna typ blir dominerande i framtiden.
- Linjärmotorer för magnettåg. Första patentet togs redan 1934. Men först 2002 öppnades den första kommersiella banan mellan Shanghais centrum och flygplats. Kostnaden är extremt hög per km. Trafikverket omnämner inte ens detta i sin långtidsplan till 2030.